# Triangle (The X-Files)
"Triangle" é o terceiro episódio da sexta temporada da série de ficção científica The X-Files. Ele foi exibido pela primeira vez nos Estados Unidos em 22 de novembro de 1998 pela Fox. O episódio foi escrito e dirigido por Chris Carter, criador e produtor executivo da série. "Triangle" é um episódio autônomo, como a maioria dos episódios de The X-Files, sem nenhuma conexão com o arco de mitologia da série. Ele teve um índice Nielsen de 10.8 e foi assistido por 18.20 milhões de telespectadores. O episódio foi bem recebido pela crítica, com muitos comentando sobre seu estilo de direção único.
A série centra-se nos agentes especiais do FBI Fox Mulder e Dana Scully que trabalham em casos ligados ao paranormal, chamados de Arquivos X. Mulder acredita no paranormal, enquanto Scully é uma cética que avalia o trabalho de Mulder pelo ponto de vista da ciência. Neste episódio, Mulder viaja até um navio transatlântico que misteriosamente apareceu no Triângulo das Bermudas. Lá, ele percebe que viajou no tempo até 3 de setembro de 1939 – o início da Segunda Guerra Mundial. Soldados nazistas invadiram o navio à procura do "Martelo de Thor", algo que poderá dar-lhes a vitória no conflito. Enquanto Isso, Scully, depois de descobrir sobre o desaparecimento de Mulder através dos Pistoleiros Solitários, corre pelo Edifício J. Edgar Hoover procurando alguém que possa ajudá-la a encontrar seu parceiro.
"Triangle" é notável pelo estilo único em que foi filmado. Inspirado pelo filme Rope, dirigido por Alfred Hitchcock, muitos dos planos filmados foram editados para que parecessem uma única longa tomada. Além disso, o episódio mostra o elenco principal e recorrente, como Gillian Anderson, Mitch Pileggi, William B. Davis, Chris Owens e James Pickens, Jr., interpretando seus personagens normais como também personagens de 1939 abordo do navio. Vários dos temas de "Triangle" foram examinados criticamente – o conceito de "nazistas dos sonhos", a aparição de personagens modernos interpretando personagens do passado e a ramificação de que todo o episódio foi apenas um sonho.

## Enredo
Fox Mulder está inconsciente depois de sua lancha ser destruída. Ele é levado a bordo do navio de passageiros britânico Queen Anne. Quando ele é levado até o capitão, Mulder tenta explicar que o Queen Anne desapareceu no Triângulo das Bermudas em 1939, afirmando que ele reapareceu em 1998. A tripulação rejeita a história e suspeitam que ele é um espião nazista. Nesse momento, o navio é tomado por tropas da SS sob o comando de um coronel que se parece com o Homem Fumante; eles colocam o navio em curso para a Alemanha Nazista. A tripulação do Queen Anne prende Mulder nos aposentos do capitão, onde ele ouve uma transmissão de rádio anunciando o início da Segunda Guerra Mundial. Mulder percebe que, na verdade, foi ele que viajou para 1939, e não o Queen Anne para 1998.
Enquanto isso, no presente, os Pistoleiros Solitários contam a Dana Scully que eles perderam contato com Mulder, que partiu procurando o Queen Anne sozinho. Scully fala com o Diretor Assistente Alvin Kersh e com o Agente Jeffrey Spender antes de voltar-se para Walter Skinner, que lhe entrega informações do Pentágono. Scully vai embora com os Pistoleiros Solitários para encontrar Mulder. No Queen Anne, um marinheiro britânico conta que os alemães estão procurando uma arma chamada "Martelo de Thor". Mulder fala que o "Martelo de Thor" não é uma arma, mas um cientista que construirá uma arma. Entretanto, o marinheiro era um espião nazista, e Mulder e o resto da tripulação são trancados na sala de máquinas. Um dos marinheiros, que é muito parecido com Kersh, decide colocar o navio em rota para a Jamaica, porém Mulder fala para ele voltar por onde vieram a fim de passar pela fenda temporal e reaparecer em 1998.
Eventualmente, Mulder é levado ao salão de bailes do navio e forçado a identificar o cientista. Depois dos nazistas matarem dois passageiros, uma mulher que se parece com Scully fala aos nazistas que eles estão matando pessoas inocentes à toa e que Mulder nada sabe. Mulder diz que um dos homens que foram mortos era o cientista, porém o verdadeiro "Martelo de Thor" se revela. Antes dos nazistas conseguiram matar Mulder e "Scully", as máquinas param e vários marinheiros britânicos invadem o salão e começam uma briga generalizada. No meio desse caos, Mulder e "Scully" escapam. Enquanto isso, Scully e os Pistoleiros Solitários encontram o Queen Anne e descobrem que ele é apenas um navio-fantasma.
Em 1939, enquanto os britânicos continuam lutando contra os nazistas no salão de bailes, Mulder diz a "Scully" que ela precisa dar a volta com o navio e retornar ao Triângulo das Bermudas para passarem pela fenda temporal. Mulder agarra "Scully" e a beija, "caso eles nunca se encontrem novamente". "Scully" dá um soco nele, e ele pula para fora do navio. Mulder acorda em um hospital no ano de 1998, cercado por Scully, os Pistoleiros Solitários e Skinner. Ele tenta explicar sobre sua viagem para 1939 e os oficiais nazistas, também contando a Scully que ela estava lá com ele, porém todos acham que ele está delirando. Depois de Skinner e os Pistoleiros Solitários irem embora, Mulder chama Scully de volta e diz que a ama. Scully acha que a confissão é um efeito dos medicamentos, revira os olhos e sai.

## Produção

### Desenvolvimento e filmagens

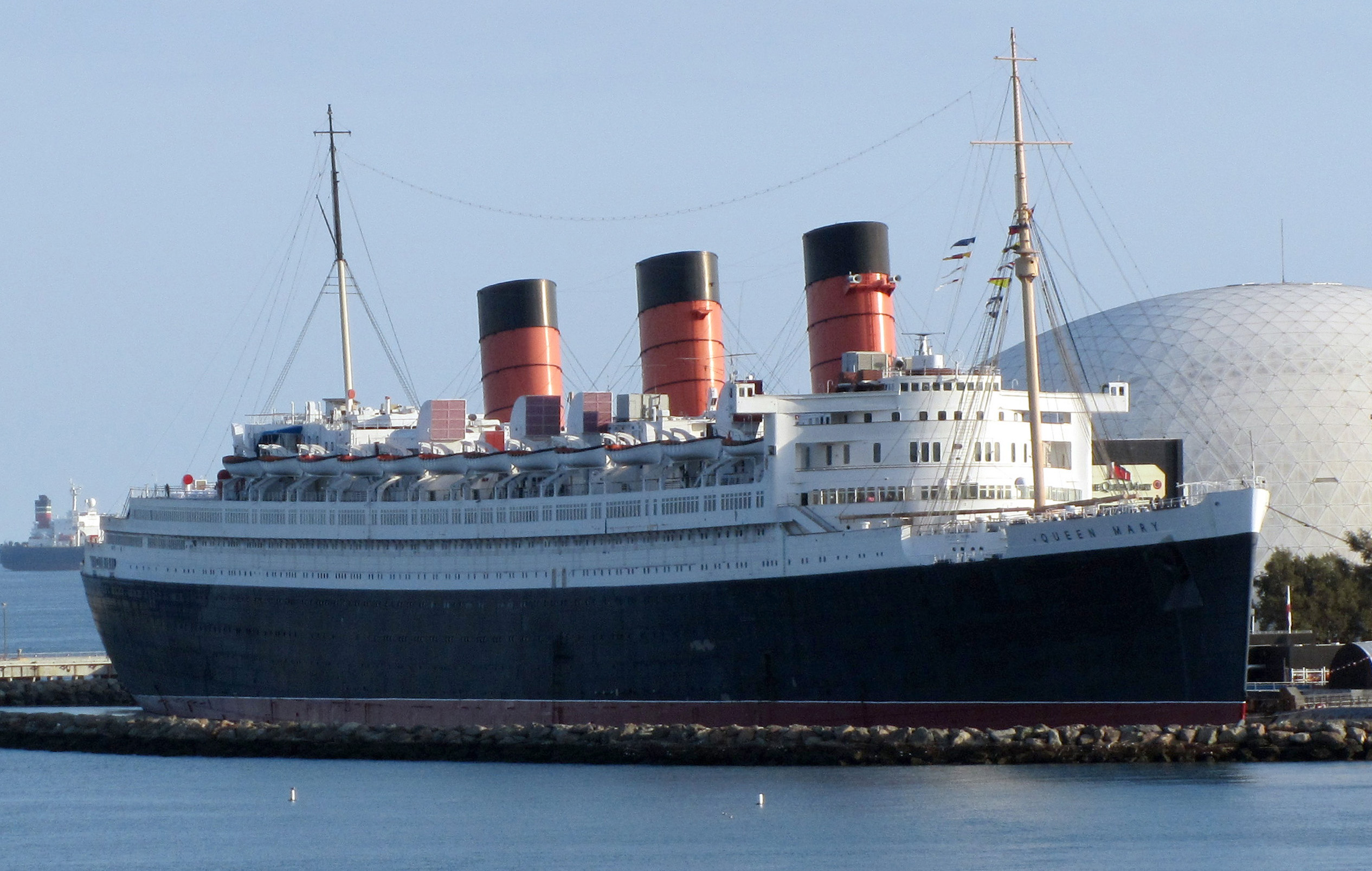
As cenas que se passam no Queen Anne foram filmadas abordo do RMS Queen Mary.

Chris Carter, criador e produtor executivo de The X-Files, desenvolveu a ideia de "Triangle" enquanto trabalhava no episódio "The Red and the Black", da quinta temporada. Carter usou mais filme gravando aquele episódio do que qualquer outro diretor na história da série, com a exceção de Kim Manners. A equipe fez um troféu de brinquedo para ele, o inspirando a escrever um episódio com ação contínua como um modo de minimizar o uso de filme. Carter projetou "Triangle" em um estilo similar ao filme Rope, dirigido por Alfred Hitchcock. Inicialmente, os executivos da Fox estavam hesitantes e aprovar a produção do episódio porque acreditava-se que ele custaria mais que os usuais US$ 2.5 mihões. Carter, para persuadi-los, contou aos executivos que "Triangle" teria elementos do estilo de direção de Hitchcock, um movimento que ele mais tarde chamou de "um gancho fácil". Carter também citou como inspiração a adaptação que The Twilight Zone fez do conto "An Occurrence at Owl Creek Bridge".
As cenas abordo do Queen Anne foram filmadas abordo do famoso navio de passageiros RMS Queen Mary, que há muito foi transformado em um hotel. A equipe de The X-Files passou cinco dias filmando no Queen Mary, erguendo andaimes ao redor da ponte de comando para bloquear as luzes que vinham de Long Beach, Califórnia. A equipe instalou grandes sistemas de irrigação, com um suprimento constante de água, para simular a chuva nas cenas da ponte. Carter, insatisfeito com a decoração remodelada, redecorou e colocou novos carpetes em partes do Queen Mary para que o visual ficasse mais parecido com o final da década de 1930.
Gillian Anderson, em entrevista antes do episódio ser finalizado, afirmou que estava muito ansiosa para ver a cena em que Dana Scully corre por todo o Edifício J. Edgar Hoover tentando localizar Fox Mulder. Ela mais tarde comparou "Triangle" com um teatro ao vivo, algo que ela já havia feito anteriormente. Os quatro atos do episódio foram filmados em várias tomadas contínuas, editadas de forma a dar a impressão de quatro atos perfeitos. Isso incluía as cenas no FBI; quando os atores entraram no elevador cenográfico, o cenário que eles entrariam logo em seguida tinha de ser construído atrás das portas. Muitas vezes durante as filmagens as portas abririam antes do cenário ser finalizado, estragando toda a tomada.
Para maior autenticidade, atores britânicos e alemães interpretaram os marinheiros britânicos e os soldados nazistas, cujos diálogos eram quase inteiramente em alemão. Trevor Goodard, que interpretou o primeiro tripulante britânico, é na verdade australiano, enquanto que Madison Mason, que interpretou o Capitão Yip Harburg, é americano; ele criou um sotaque britânico para o papel. O diálogo de William B. Davis era totalmente em alemão, língua que ele não fala. O ator mais tarde explicou, "Eu realmente não sabia que falaria tanto alemão até receber o roteiro, que simplesmente dizia 'Homem Fumante (em alemão)'". Para aprender suas falas, um dos atores alemães gravou todos os diálogos de Davis em uma fita. Ele recebeu a gravação duas semanas antes das filmagens e foneticamente decorou suas falas; ele afirmou que o método "pareceu funcionar bem – pelo menos para as pessoas que não falam alemão! Foi um pouco mais desafiador porque havia pessoas no programa que realmente falavam alemão, que eu achei um pouco injusto". O único membro do elenco principal de The X-Files que falavam alemão era Mitch Pileggi, que havia estudado na Alemanha.Ele reescreveu muitas de suas falas pois elas não faziam sentido no contexto das cenas. A tagline que normalmente aparece ao final da sequência de créditos iniciais, "The Truth Is Out There" ("A Verdade Está Lá Fora"), foi traduzida para o alemão: "Die Wahrheit ist Irgendwo Da Draußen".

### Tempo real

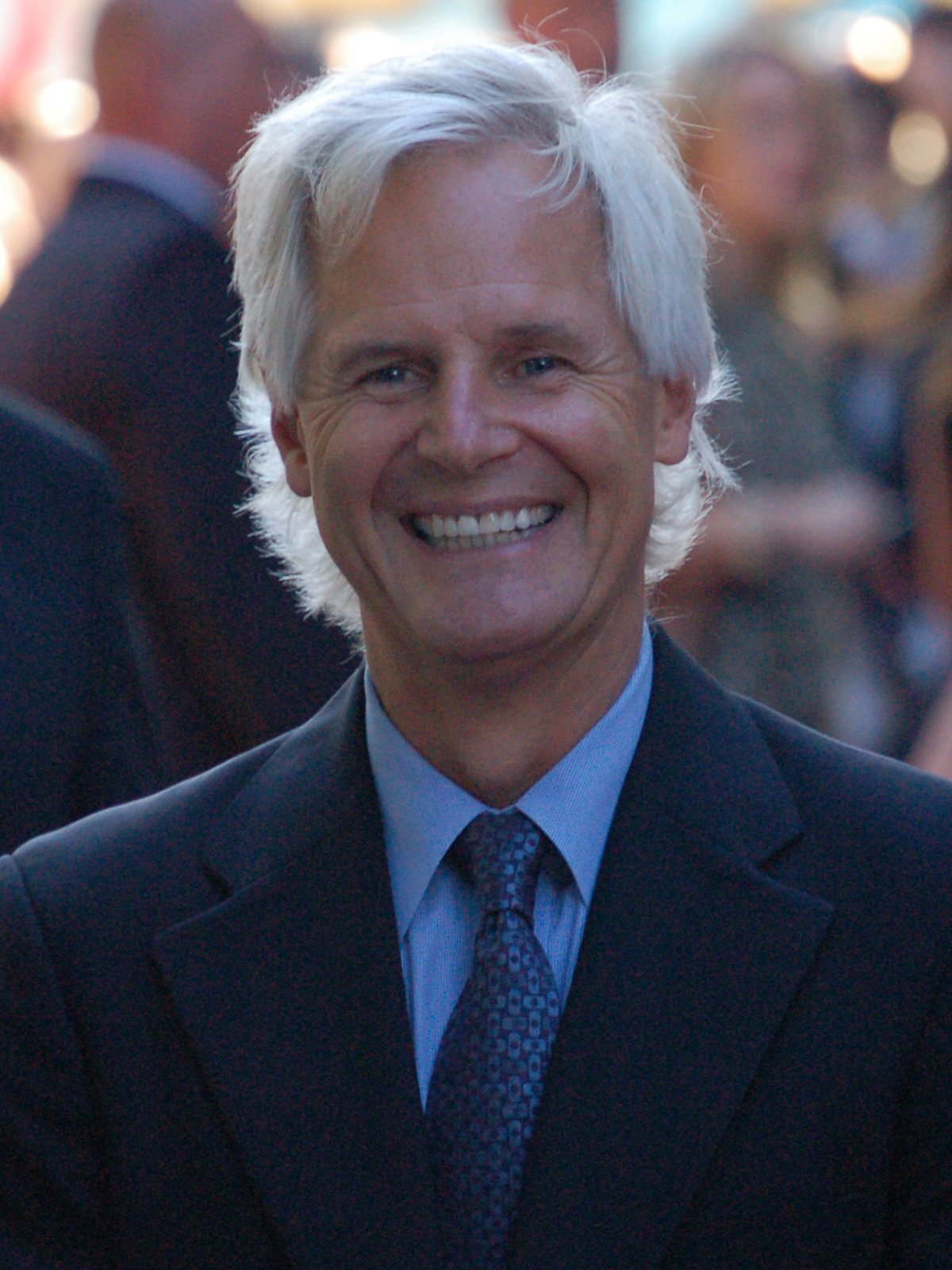
A ideia de fazer um episódio em tempo real veio de Chris Carter.

Filmado em tempo real, "Triangle" foi projetado para parecer que foi gravado em quatro tomadas ininterruptas de onze minutos. Carter explicou, "Eu disse [para o elenco e equipe] 'Não seria legal já que temos 44 minutos de programa se fizéssemos um episódio com quatro tomadas de onze minutos e juntássemos tudo?' E todos olharam pra mim como seu eu estivesse maluco". Para filmar o episódio, o operador de câmera Dave Luckenbach usou uma steadicam. Porém, a steadicam usada podia carregar apenas um rolo de quatro minutos de filme; então, cortes discretos eram necessários. Luckenbach posteriormente comparou as consequências físicas das filmagens com uma partida de futebol americano, "Você tem um jogo na sexta-feira, e acorda sábado realmente sentindo". Os cortes geralmente ocorreram durante panorâmicas ou em momentos que a tela ficava totalmente preta. Com a exceção de Mulder pulando para fora do Queen Anne, o outro momento de corte que é possível ser observado claramente ocorre quando a tela é dividida entre dois períodos de tempo. Muitas tomadas precisavam ser quase perfeitas, porém no oitavo dia de filmagens apenas duas das dez tomadas foram consideradas satisfatórias.
Os dois últimos atos apresentam uma mise-en-scène sofisticada com tela dividida. Entretanto, ao invés de mostrar dois eventos diferentes, cada lado mostra o mesmo evento a partir de ângulos praticamente idênticos. Quando Scully passa por um corredor no tempo presente, ela faz isso ao mesmo tempo que Mulder e a versão de 1939 de Scully. Isso foi filmado de tal maneira que os atores passam uns pelos outros no corredor, também trocando de lado na tela dividida. O efeito foi inspirado no vídeo clipe musical da canção "Closing Time", da banda Semisonic.
Tanto o elenco quanto a equipe admitiram que filmar um episódio de The X-Files em tempo real foi mentalmente e fisicamente exaustante. David Duchovny mais tarde brincou que, após o fim das filmagens, ele "poderia vencer um Emmy de mais machuados". Anderson descreveu o aspecto de tempo real de "Triangle" como "desafiador". Ela disse, "Estou percebendo quanto estou confortável e conectada com o ritmo que estamos acostumados". Tom Braidwood, que interpretou Melvin Frohike e foi assistente de direção da série, falou que o papel de Davis era "brutal", afirmando "Foi bem difícil para o William porque ele teve de aprender tanto alemão". Davis brincou dizendo que "Talvez não devessemos tentar fazer duas coisas espertas de uma só vez. Acho que funcionou muito bem, mas foi uma luta para fazê-lo".
A editora Louise Innes, que estava trabalhando em seu primeiro episódio de The X-Files, afirmou que o processo de pós-produção não foi "tão fácil quanto parece". Ela recebeu a tarefa de conectar aproximadamente quarenta tomadas e criar a ilusão de uma cena única e uniforme. Depois dos rolos terem sido combinados, várias questões pendentes precisavam ser ajeitadas na pós-produção. Por exemplo, durante a cena em que Scully entra no elevador, duas tomadas foram juntadas; porém, as cores não combinavam totalmente. As imagens e suas cores foram posteriormente corrigidas pelos "solucionadores de problemas de pós-produção" da série através de manipulação digital. "Triangle" foi filmado com um aspecto de tela 2.35:1 widescreen. Ao ser exibido na televisão, ele foi mostrado com um letterbox para encaixar no aspecto 1.33:1 da tela de televisão; foi o primeiro episódio de The X-Files a receber esse tratamento. Carter explicou que esse método permitiria que uma ação maior ocorresse dentro do mesmo quadro.

### Música e referências culturais
Mark Snow, compositor de The X-Files, escutou as músicas big band de Gene Krupa, Glenn Miller, Tommy Dorsey e Harry James para descobrir a sensação da época. A "instrumentação saltitante" que toca durante a cena da briga no salão de baile foi inspirada por uma música swing composta por John Williams para o filme 1941. Snow mais tarde brincou que sua composição foi "a terceira geração da mesma inspiração". Carter teve uma significativa influência musical na hora das transições das cenas, afirmando "Tive a oportunidade de usar algumas das minhas músicas favoritas dos anos 40 aqui, ou músicas dos anos 30 e 40 para transições entre cenas". A canção que toca no final da briga no salão e na cena em que Scully e os Pistoleiros Solitários vasculham o Queen Anne é chamada "Hot Liquorice", composta por Dick Walters. O produtor Paul Rabwin supervisionou um arranjo especial de "Jeepers Creepers", que foi incluida na primeira cena no salão de baile.
"Triangle" possui várias referências intencionais ao filme The Wizard of Oz. O capitão do Queen Anne é nomeado em homenagem a Yip Harburg, letrista do filme, e a cantora no salão de baile, Almira Gulch, a uma personagem análoga da Bruxa Má do Oeste. Sua banda é chamada de The Lollipop Guild, referência a uma parte da canção "Ding-Dong! The Witch Is Dead", enquanto que o Lady Garland, a lancha de Mulder, tem esse nome por causa da atriz Judy Garland. A cena final do episódio, que mostra Mulder na cama contando aos seus amigos e colegas de trabalho que ele os viu em seu devaneio, é muito parecida com a cena final de The Wizard of Oz. Por causa disso, um crítico a chamou de um "derivado óbvio". Além disso, quando Mulder conta a Skinner que ele estava com ele em 1939, o ano de lançamento de The Wizard of Oz, Skinner responde "com meu cachorro Totó". Scully também diz "não há lugar como o lar".
O episódio também tem alguns erros históricos. A versão de Scully de 1939 diz trabalhar para o Office of Strategic Services, que foi criado apenas em 1942. O codinome "Martelo de Thor" é uma invenção. Lee Smith, o pesquisador do programa, recebeu a atarefa de encontrar o nome do projeto de pesquisa atômica pré-guerra. Infelizmente para The X-Files, o nome verdadeiro, Desenvolvimento de Materiais Substitutos, foi considerado algo "sem inspiração", então o nome "Martelo de Thor" foi criado.

## Temas
Robert Shearman e Lars Pearson, no livro Wanting to Believe: A Critical Guide to The X-Files, Millennium & The Lone Gunmen, examinam a caracterização dos vilões deste episódio como meta-referências à própria série. Os dois afirmam que o episódio faz uma distinta diferença ao retratar os nazistas. Ao invés de mostrá-los como "nazistas reais" – como haviam sido retratados em episódios da terceira temporada como "Paper Clip" – "Triangle" os mostra como "nazistas dos sonhos" deliberadamente exagerados. Shearman e Pearson comentam que os vilões são apresentados como "malvados de histórias em quadrinhos", similares em estilo aos vilões da franquia Indiana Jones.
Shearman e Pearson analisam as interpretações de vários personagens regulares de The X-Files como os vilões de 1939, percebendo meta-referências à série como um todo. Eles perceberam que Jeffrey Spender, no papel de nazista, pode "soltar-se e vociferar como um vilão de verdade ao invés de um garoto carrancudo escondendo-se no porão". Diferentemente, o personagem de Walter Skinner em 1939 comportava-se mais como seu personagem na série em geral, "charmosamente parodiando a ambiguidade que tem interpretado todos esses anos e mostrando-se um aliado que diz para nossos heróis 'darem o fora daqui'".
Tom Kessenich, em seu livro Examinations: An Unauthorized Look at Season 6–9 of The X-Files, examinou as ideias de que todo o episódio foi apenas um sonho ou existiu em algum "universo paralelo". Ele argumenta que, por o episódio ter várias referências evidentes a The Wizard of Oz e por Carter comentar que "Triangle" foi baseado na ideia da mente subconsciente de Mulder funcionando, muito do episódio foi apenas um sonho. Além disso, Kassenich apoia seu argumento salientando que muitos dos personagens no navio são interpretados por rostos familiares – o Homem Fumante como o líder dos nazistas, Spender como o lacaio, Skinner como um agente duplo, Kersh como um "amigo ou inimigo desconhecido" e Scully como a aliada de Mulder. Isso sugere que todo o episódio aconteceu dentro da cabeça de Mulder enquanto ele estava inconsciente no Triângulo das Bermudas.